# Amsacta punctipennis
Amsacta punctipennis är en fjärilsart som beskrevs av Butler 1876. Amsacta punctipennis ingår i släktet Amsacta och familjen björnspinnare. Inga underarter finns listade i Catalogue of Life.